# Stefan Wolf (Politiker)

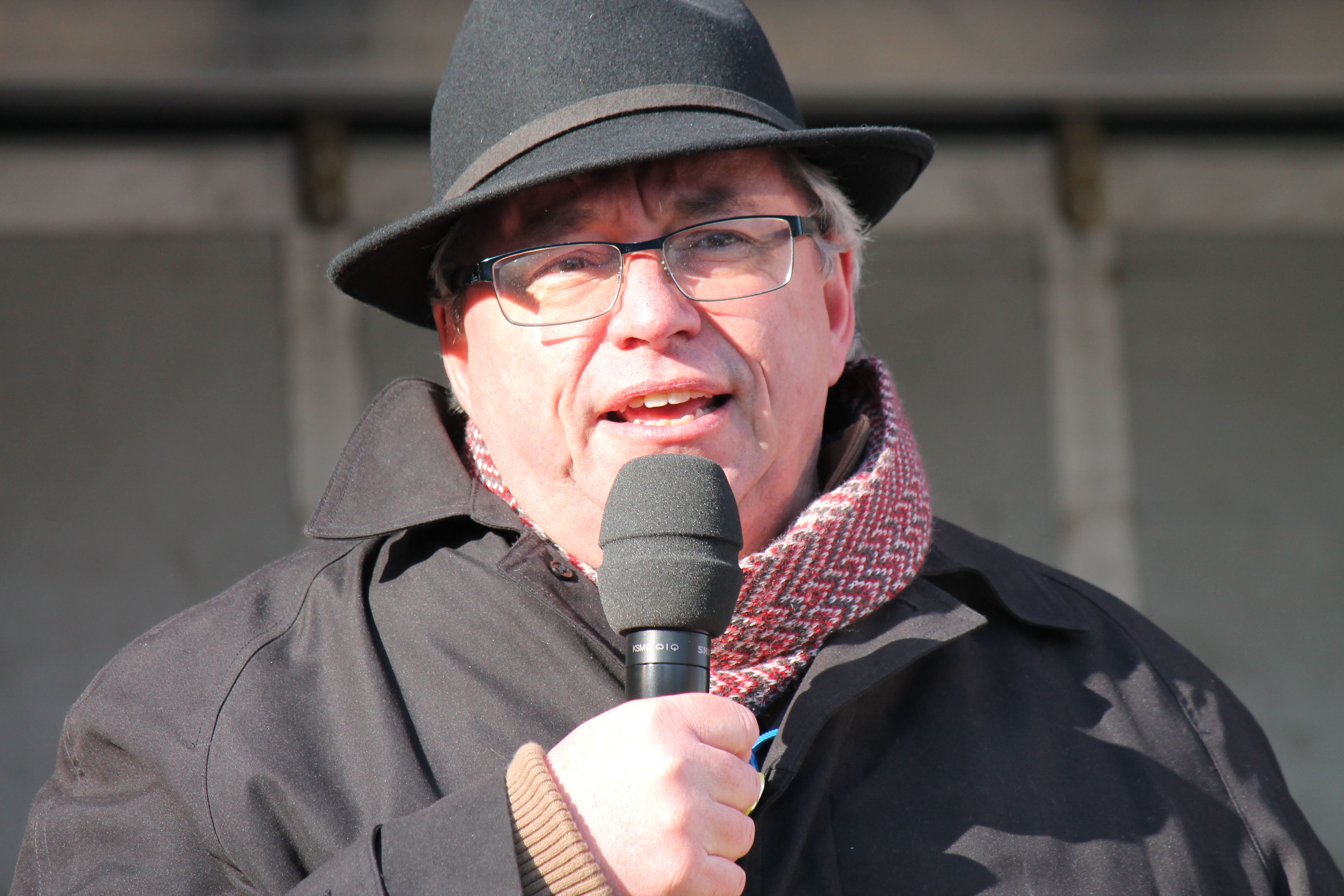
Stefan Wolf (2015)

Stefan Wolf (* 6. Dezember 1961 in West-Berlin) ist ein deutscher Jurist und Kommunalpolitiker (SPD). Er war von 2006 bis 2018 Oberbürgermeister der Stadt Weimar.
Stefan Wolf legte im Jahr 1980 in West-Berlin das Abitur ab und absolvierte anschließend eine Ausbildung zum Bankkaufmann. In den Jahren 1984 bis 1992 war er als Kreditsachbearbeiter bei der Commerzbank in Berlin beschäftigt. Daneben studierte er Rechtswissenschaft an der Freien Universität Berlin und legte nach einem Referendariat 1992 das zweite juristische Staatsexamen ab. Von 1992 bis 2001 war er als  Richter und Staatsanwalt mit dem Schwerpunkt Wirtschaftskriminalität in Berlin tätig.
Wolf ist seit 1982 SPD-Mitglied. Seit 2001 war er Bürgermeister und Beigeordneter für Wirtschaft, Stadtentwicklung und Bauen der Stadt Weimar. Bei den Oberbürgermeisterwahlen im Mai 2006 setzte er sich in der Stichwahl mit 58,3 Prozent der Stimmen durch und wurde zum 1. Juli 2006 Oberbürgermeister der Stadt Weimar. Bei den Oberbürgermeisterwahlen im Mai 2012 wurde Wolf in der Stichwahl mit 56,16 Prozent der Stimmen für weitere sechs Jahre im Amt bestätigt. Bei den Oberbürgermeisterwahlen im April 2018 unterlag er mit 21,5 % gegenüber Peter Kleine, der mit 60,3 % die Wahl für sich entscheiden konnte. Wolfs Amtszeit endete zum 30. Juni 2018.
Wolf arbeitet seitdem als Strafverteidiger in Weimar.
Für seine Verdienste um den französisch-deutschen Kulturaustausch wurde er zum Chevalier de l’Ordre des Arts et des Lettres ernannt.